# Homalium foetidum
Homalium foetidum là một loài thực vật thuộc họ Salicaceae. Loài này có ở Indonesia, Malaysia, Papua New Guinea, và Philippines.